# Tisičić
Tisičić, splitska građanska i kasnije plemićka obitelj koja se bavila pomorstvom i gusarenjem. Bili su kaštelani otočića Barbarinca koji je smješten u Kaštelanskom zaljevu.
Spominju se prvi put u Splitu 1542. godine kao težaci na zemlji gospodina Nikole Skočibušića, a sljedeće godine zabilježeni su među težacima na Dilatu, odnosno splitskom dijelu Kaštelanskog polja. Krajem 16. stoljeća članovi obitlji postali su brodovlasnici i mornari, a obiteljski ugled i bogatstvo nastavili su jačati i tijekom 17. stoljeća. Zajedno s drugim splitskim obiteljima podigli su crkvu Gospe od Pojasa na Peristilu u kojoj je pokopan plemić Nikola Tisičić († 1672.), koji je dao najviše novca za njenu izgradnju. Nikolin sin Mate i ostali članovi obitelji primljeni su u plemićko vijeće 1672. godine. Izumrli su sredinom 18. stoljeća.